# Танго смерти (оркестр)
Танго смерти — оркестр в Яновском концлагере.

## История
В захваченном в конце июня Львове, вскоре после проведённого в начале июля Львовского погрома, под руководством немецкой администрации стал формироваться «Еврейский рабочий лагерь», впоследствии известный как Яновский концлагерь. Инициатором принудительной организации музыкантов-заключённых в оркестр был заместитель коменданта Яновского лагеря, унтерштурмфюрер СС Рихард Рокита, который перед войной был скрипачом в катовицких кафетериях, и отличался исключительными садистскими наклонностями.
Оркестр состоял из лучших львовских музыкантов, людей с европейским, а то и с мировым именем — еврейских узников лагеря. Руководителем оркестра был назначен скрипач, композитор, дирижёр Яков Мунд, который перед войной занимал должность музыкального руководителя городских театров. Среди оркестрантов были известные музыканты Леон Штрикс и Юзеф Герман. Во время казней заключённых оркестр исполнял танго, автор которого неизвестен, во время пыток исполнял фокстрот, и часто играл по несколько часов кряду под окном начальника концлагеря.
Незадолго до освобождения Львова, во время выполнения этого танго все оркестранты были расстреляны. В дальнейшем была сформирована зондеркоманда, которая занималась сокрытием преступлений нацистов.